# باول رينيه
باول رينيه (بالنرويجية البوكمول: Paul Reine)‏ هو سياسي نرويجي، ولد في 14 نوفمبر 1932، وتوفي في 9 أكتوبر 2009. حزبياً، نشط في حزب المحافظين. وقد انتخب نائب عضو برلمان النرويج ‏.